# Campeonato Sub-17 de la OFC 2024
El Campeonato Sub-16 de la OFC 2024 fue la vigésima edición de dicho torneo, tuvo como sede a Tahití en 2024.
Los tres mejores equipos del torneo se clasificaron para la Copa Mundial de Fútbol Sub-17 de 2025 en Catar como representantes de la OFC.
Los jugadores nacidos a partir del 1 de enero de 2007 fueron elegibles para competir en el torneo.

## Sorteo
El sorteo de la fase de grupos se celebró el 5 de marzo de 2024.

## Equipos participantes
Las 11 selecciones nacionales de la OFC afiliadas a la FIFA fueron elegibles para participar en el torneo.
En 2024, hubo etapa de clasificación de cuatro equipos y todos los equipos compiten en un torneo.
| Equipos participantes | Equipos participantes | Equipos participantes | Equipos participantes | Equipos participantes | Equipos participantes |
| --------------------- | --------------------- | --------------------- | --------------------- | --------------------- | --------------------- |
| Fiyi                  | Nueva Caledonia       | Papúa Nueva Guinea    | Samoa Americana       | Tonga                 | Islas Salomón         |
| Islas Cook            | Nueva Zelanda         | Samoa                 | Tahití                | Vanuatu               |                       |

## Fase preliminar
Se disputó entre el 13 y el 19 de abril de 2024 en Tonga, Tonga.
| Pos. | Equipo             | Pts. | PJ | G | E | P | GF | GC | Dif. | Clasificación  |
| ---- | ------------------ | ---- | -- | - | - | - | -- | -- | ---- | -------------- |
| 1    | Islas Salomón      | 9    | 3  | 3 | 0 | 0 | 29 | 0  | +29  | Fase de grupos |
| 2    | Tonga (H)          | 6    | 3  | 2 | 0 | 1 | 10 | 9  | +1   |                |
| 3    | Papúa Nueva Guinea | 3    | 3  | 1 | 0 | 2 | 3  | 22 | −19  |                |
| 4    | Samoa Americana    | 0    | 3  | 0 | 0 | 3 | 1  | 12 | −11  |                |

 Fuente: OFC
| 13 de julio de 2024 10:00 | Papúa Nueva Guinea | 0:14    | Islas Salomón | Teufaiva Stadium, Tonga                                |                                                        |
|                           |                    | Reporte |               | Asistencia: 100 espectadores Árbitro(s): Chris Bennett | Asistencia: 100 espectadores Árbitro(s): Chris Bennett |

| 13 de julio de 2024 15:00 | Samoa Americana | 0:3     | Tonga | Teufaiva Stadium, Tonga                             |                                                     |
|                           |                 | Reporte |       | Asistencia: 300 espectadores Árbitro(s): Deepak Raj | Asistencia: 300 espectadores Árbitro(s): Deepak Raj |

| 16 de julio de 2024 10:00 | Papúa Nueva Guinea | 3:1     | Samoa Americana | Teufaiva Stadium, Tonga                                 |                                                         |
|                           |                    | Reporte |                 | Asistencia: 100 espectadores Árbitro(s): Jarethy George | Asistencia: 100 espectadores Árbitro(s): Jarethy George |

| 16 de julio de 2024 15:00 | Tonga | 0:9     | Islas Salomón | Teufaiva Stadium, Tonga                                |                                                        |
|                           |       | Reporte |               | Asistencia: 300 espectadores Árbitro(s): Peter Olomaga | Asistencia: 300 espectadores Árbitro(s): Peter Olomaga |

| 19 de julio de 2024 10:00 | Islas Salomón | 6:0     | Samoa Americana | Teufaiva Stadium, Tonga                            |                                                    |
|                           |               | Reporte |                 | Asistencia: 100 espectadores Árbitro(s): Hiro Make | Asistencia: 100 espectadores Árbitro(s): Hiro Make |

| 19 de julio de 2024 15:00 | Tonga | 7:0     | Papúa Nueva Guinea | Teufaiva Stadium, Tonga                                |                                                        |
|                           |       | Reporte |                    | Asistencia: 300 espectadores Árbitro(s): Chris Bennett | Asistencia: 300 espectadores Árbitro(s): Chris Bennett |

## Primera fase
- Los horarios corresponden al huso horario de Tahití (UTC-10).

### Grupo A
| Equipo        | Pts | PJ | PG | PE | PP | GF | GC | Dif | Detalle                   |
| ------------- | --- | -- | -- | -- | -- | -- | -- | --- | ------------------------- |
| Nueva Zelanda | 9   | 3  | 3  | 0  | 0  | 23 | 1  | 22  | A fase eliminatoria       |
| Fiyi          | 6   | 3  | 2  | 0  | 1  | 6  | 10 | -4  | A fase eliminatoria       |
| Islas Cook    | 3   | 3  | 1  | 0  | 2  | 4  | 10 | -6  | Partido por el 5.º puesto |
| Vanuatu       | 0   | 3  | 0  | 0  | 3  | 3  | 15 | -12 | Partido por el 7.º puesto |

| 28 de julio de 2024 | Nueva Zelanda | 9:0     | Vanuatu | Stade Fautaua, Pirae                                  |                                                       |
| 12:00               |               | Reporte |         | Asistencia: 100 espectadores Árbitro(s): Shama Maemae | Asistencia: 100 espectadores Árbitro(s): Shama Maemae |

| 28 de julio de 2024 | Fiyi | 2:1     | Islas Cook | Stade Fautaua, Pirae                                   |                                                        |
| 15:00               |      | Reporte |            | Asistencia: 100 espectadores Árbitro(s): Peter Olomaga | Asistencia: 100 espectadores Árbitro(s): Peter Olomaga |

| 31 de julio de 2024 | Nueva Zelanda | 7:1     | Fiyi | Stade Fautaua, Pirae                                |                                                     |
| 12:00               |               | Reporte |      | Asistencia: 100 espectadores Árbitro(s): Ben Aukwai | Asistencia: 100 espectadores Árbitro(s): Ben Aukwai |

| 31 de julio de 2024 | Islas Cook | 3:1     | Vanuatu | Stade Fautaua, Pirae       |                            |
| 15:00               |            | Reporte |         | Árbitro(s): Norbert Hauata | Árbitro(s): Norbert Hauata |

| 3 de agosto de 2024 | Islas Cook | 0:7     | Nueva Zelanda | Stade Fautaua, Pirae                                    |                                                         |
| 12:00               |            | Reporte |               | Asistencia: 100 espectadores Árbitro(s): Norbert Hauata | Asistencia: 100 espectadores Árbitro(s): Norbert Hauata |

| 3 de agosto de 2024 | Vanuatu | 2:3     | Fiyi | Stade Fautaua, Pirae                                      |                                                           |
| 15:00               |         | Reporte |      | Asistencia: 100 espectadores Árbitro(s): David Yareboinen | Asistencia: 100 espectadores Árbitro(s): David Yareboinen |

### Grupo B
| Equipo          | Pts | PJ | PG | PE | PP | GF | GC | Dif | Detalle                   |
| --------------- | --- | -- | -- | -- | -- | -- | -- | --- | ------------------------- |
| Tahití          | 9   | 3  | 3  | 0  | 0  | 6  | 3  | +3  | A fase eliminatoria       |
| Nueva Caledonia | 3   | 3  | 1  | 0  | 2  | 7  | 6  | +1  | A fase eliminatoria       |
| Samoa           | 3   | 3  | 1  | 0  | 2  | 4  | 5  | -1  | Partido por el 5.º puesto |
| Islas Salomón   | 3   | 3  | 1  | 0  | 2  | 6  | 9  | -3  | Partido por el 7.º puesto |

| 29 de julio de 2024 | Nueva Caledonia | 0:2     | Samoa | Estadio Pater Te Hono Nui, El Pireo                     |                                                         |
| 15:00               |                 | Reporte |       | Asistencia: 200 espectadores Árbitro(s): Neeshil Varman | Asistencia: 200 espectadores Árbitro(s): Neeshil Varman |

| 29 de julio de 2024 | Tahití | 2:1     | Islas Salomón | Estadio Pater Te Hono Nui, El Pireo                    |                                                        |
| 18:00               |        | Reporte |               | Asistencia: 300 espectadores Árbitro(s): Chris Bennett | Asistencia: 300 espectadores Árbitro(s): Chris Bennett |

| 1 de agosto de 2024 | Islas Salomón | 3:1     | Samoa | Estadio Pater Te Hono Nui, El Pireo                  |                                                      |
| 15:00               |               | Reporte |       | Asistencia: 150 espectadores Árbitro(s): Adam Bavcar | Asistencia: 150 espectadores Árbitro(s): Adam Bavcar |

| 1 de agosto de 2024 | Nueva Caledonia | 1:2     | Tahití | Estadio Pater Te Hono Nui, El Pireo                       |                                                           |
| 18:00               |                 | Reporte |        | Asistencia: 350 espectadores Árbitro(s): David Yareboinen | Asistencia: 350 espectadores Árbitro(s): David Yareboinen |

| 4 de agosto de 2024 | Islas Salomón | 2:6     | Nueva Caledonia | Estadio Pater Te Hono Nui, El Pireo                    |                                                        |
| 15:00               |               | Reporte |                 | Asistencia: 100 espectadores Árbitro(s): Shane Skinner | Asistencia: 100 espectadores Árbitro(s): Shane Skinner |

| 4 de agosto de 2024 | Samoa | 1:2     | Tahití | Estadio Pater Te Hono Nui, El Pireo                    |                                                        |
| 18:00               |       | Reporte |        | Asistencia: 250 espectadores Árbitro(s): Chris Bennett | Asistencia: 250 espectadores Árbitro(s): Chris Bennett |

## Partido por el 7.º puesto
| 8 de agosto de 2024 | Vanuatu | 0:1     | Islas Salomón | Stade Fautaua, Pirae                                   |                                                        |
| 15:00               |         | Reporte |               | Asistencia: 50 espectadores Árbitro(s): Neeshil Varman | Asistencia: 50 espectadores Árbitro(s): Neeshil Varman |

## Partido por el 5.º puesto
| 8 de agosto de 2024 | Islas Cook | 1:2     | Samoa | Stade Fautaua, Pirae                                  |                                                       |
| 12:00               |            | Reporte |       | Asistencia: 100 espectadores Árbitro(s): Shama Maemae | Asistencia: 100 espectadores Árbitro(s): Shama Maemae |

## Fase final

### Cuadro de desarrollo
|  | Semifinales     | Semifinales |   |                 | Final         | Final |  |
|  |                 |             |   |                 |               |       |  |
|  |                 |             |   |                 |               |       |  |
|  | 7 de agosto     |             |   |                 |               |       |  |
|  | Nueva Zelanda   | 5           |   |                 |               |       |  |
|  | Nueva Caledonia | 0           |   |                 |               |       |  |
|  |                 |             |   |                 |               |       |  |
|  |                 |             |   |                 | 10 de agosto  |       |  |
|  |                 |             |   |                 | Nueva Zelanda | 3     |  |
|  |                 | Fiyi        | 1 |                 |               |       |  |
|  |                 |             |   |                 |               |       |  |
|  |                 |             |   |                 |               |       |  |
|  |                 |             |   |                 | Tercer lugar  |       |  |
|  | 7 de agosto     | 7 de agosto |   | 10 de agosto    | 10 de agosto  |       |  |
|  | Tahití          | 1           |   | Nueva Caledonia | 1 (5)         |       |  |
|  | Fiyi            | 2           |   |                 | Tahití        | 1 (4) |  |

### Semifinales
Los ganadores de esta instancia se clasificaron para la Copa Mundial de Fútbol Sub-17 de 2025 en Catar.
| 7 de agosto de 2024 | Nueva Zelanda | 5:0     | Nueva Caledonia | Estadio Pater Te Hono Nui, El Pireo                     |                                                         |
| 15:00               |               | Reporte |                 | Asistencia: 300 espectadores Árbitro(s): Norbert Hauata | Asistencia: 300 espectadores Árbitro(s): Norbert Hauata |

| 7 de agosto de 2024 | Tahití | 1:2     | Fiyi | Estadio Pater Te Hono Nui, El Pireo                 |                                                     |
| 18:00               |        | Reporte |      | Asistencia: 500 espectadores Árbitro(s): Ben Aukwai | Asistencia: 500 espectadores Árbitro(s): Ben Aukwai |

### Tercer puesto
| 10 de agosto de 2024 | Nueva Caledonia | 1:1 (5:4 p.) | Tahití | Estadio Pater Te Hono Nui, El Pireo                 |                                                     |
| 15:00                |                 | Reporte      |        | Asistencia: 500 espectadores Árbitro(s): Ben Aukwai | Asistencia: 500 espectadores Árbitro(s): Ben Aukwai |

### Final
| 10 de agosto de 2024 | Nueva Zelanda | 3:1     | Fiyi | Estadio Pater Te Hono Nui, El Pireo                       |                                                           |
| 18:00                |               | Reporte |      | Asistencia: 200 espectadores Árbitro(s): David Yareboinen | Asistencia: 200 espectadores Árbitro(s): David Yareboinen |

|                                   |
| Bandera de Nueva Zelanda          |
| Campeón Nueva Zelanda 10.º título |

## Clasificados a la Copa Mundial Sub-17 de 2025 de Catar
| Bandera de Nueva Zelanda | Bandera de Fiyi | Bandera de Nueva Caledonia |
| Nueva Zelanda            | Fiyi            | Nueva Caledonia            |
| Campeón                  | Subcampeón      | Tercero                    |
| 10/8/2024                | 10/8/2024       | 10/8/2024                  |
| ------------------------ | --------------- | -------------------------- |